# 스티브 비코
스티브 비코(Stephen Bantu Biko, 1946년 12월 18일 ~ 1977년 9월 12일)는 1960~70년대 남아프리카공화국에서 반 아파르트헤이트 운동을 펼친 중요한 활동가이다. 학생 지도자로서 그는 흑인 의식 운동 (Black Consciousness Movement)을 조직하여 도시지역의 흑인들을 규합, 저항했다. 경찰 구금중 사망함에 따라 그는 반 아파르트헤이트 운동에 있어 순교자로 인식된다. 생전 그의 저서와 활동은 많은 흑인들을 각성시켰고, "검은것은 아름답다 (black is beautiful)"등의 슬로건으로 널리 알려졌다. 비코의 노선은 70년대를 거쳐 그동안 반 아프르트헤이트 운동을 주도했던 "아프리카 민족회의" 진영과 마찰을 빚기도 했지만, 아프리카 민족회의는 비코를 핍박받는 흑인들의 영웅으로 인정했고 나아가 그의 이미지는 1994년 펼쳐진 남아프리카공화국의 첫 번째 보통선거에서 아프리카 민족회의의 상징으로까지 쓰였다.

## 생애
비코는 남아프리카공화국의 이스턴케이프 주에 위치한 킹 윌리엄스 타운(King William's Town)에서 태어났으며 의사가 되기 위해 나탈 의과대학에 진학했다.
애초에 그는 남아프리카 유색인종 학생연합의 일원으로 참여했으나, 곧 흑인과 인도인 그리고 다른 유색인종들은 그들 각각의 조직이 필요하다는 점을 깨닫고 1968년 남아프리카 학생기구(South African Students' Organisation, SASO)를 결성하여 첫 회장이 된다. SASO는 이후 "흑인 의식 운동 (Black Consciousness Movement,BCM)"으로 발전한다. 비코는 또한 세계 기독학생회 총연맹(World Student Christian Federation)의 활동에도 참여한다.
1972년 비코는 흑인인민회의(Black People's Convention, 이하 BCP)의 명예 의장이 된다. 1973년 2월 그는 아파르트헤이트 (apartheid) 정권으로부터 여러 행위들을 제약 받게 된다. 한번에 2명 이상의 사람들 앞에서 말하는 것이 금지 되었으며 지정된 장소를 벗어날 수 없도록 연금되어 궁극적으로 대중 연설이 불가능하게 되었다. 또한 연설문과 일상 대화를 불문하고 그의 발언을 인용하는 행위도 금지되었다. 비코는 호사족 출신이었으나 호사어 이외에 유창한 영어 및 아프리칸스어를 구사할 수 있었다.
고향인 킹 윌리엄스 타운에서 행동을 제약받자, BCP 이스턴 케이프 지부를 설립했고, 1975년 말에 BCP 활동을 금지하는 조항이 추가될 때까지 활동을 계속했다. 1975년 지멜레 신탁 기금(Zimele Trust Fund)의 설립에 진력한다. 이윽고, 테러리즘 법 제6조에 따라 1976년 8월부터 12월까지 101일간 구금된 후 기소되지 않은 채 석방되었다.
1977년 1월 BPC의 초대 명예 의장직에 임명되었다. 1977년 8월 18일 테러리즘 법 제6조로 다시 구금되어 포트 엘리자베스에서 경찰에 의해 고문을 받은 후 프리토리아까지 구명 조치도 받지 못하고 일반 차량으로 이송된다. (포트 엘리자베스 – 프리토리아 간 거리는 약 700마일, 약 1100km이다.)
1977년 9월 12일, 이송처인 프리토리아에서 고문에 의한 뇌 좌상으로 만 30세의 일기로 사망한다. 이때 경찰은 단식농성으로 인해 사망했다고 거짓 발표를 했다. 이 건에 관해 당시 법무부 장관이었던 지미 크루거는 아프리칸스 어로 "Dit laat my koud (It leaves me cold “동정 받을 가치가 없다”)고 공언했다.

## 관련 도서
- 〈아자니아의 검은 거인, 반투 스티브 비코〉, 도널드 우즈 저, 최호정 번역, 그린비, 2003년 10월